# Anna Åkerhielm

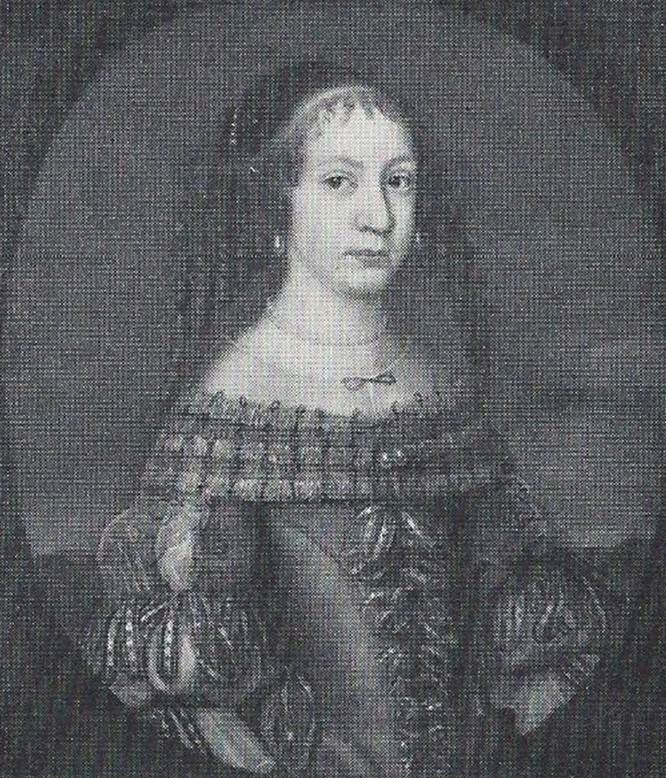
Anna Åkerhielm

Anna Åkerhielm of Åkerhjelm, geboren als Anna Agriconia, (Nyköping, 1642 - 11 februari 1698) was een Zweeds schrijfster en reiziger. Ze is waarschijnlijk de eerste vrouw in Zweden die tot de adelstand verheven is vanwege haar eigen daden (1691).

## Biografie
Ze is geboren te Nyköping in Zweden als kind van de priester Mangnus Jonae Agriconius. Haar broer Samuel was secretaris bij de Zweedse ambassades in Londen en Parijs, en werd in 1679 tot de adelstand verheven. Ze was in dienst van het hof van prinses Maria Eufrosyne, de tante van koning Karel XI van Zweden, waar ze naam maakte met haar leergierigheid en interesse in wetenschap. Ze werd benoemd tot persoonlijke metgezel van de dochter van Maria Eufrosyne, Charlotta De la Gardie, met wie ze een innige vriendschap had. Charlotta trouwde  militair officier Otto Wilhelm Köningmarck in 1682 en volgde hem tijdens zijn dienst door heel Europa. De twee vrouwen kwamen zo onder andere in de republiek van Venetië en Griekenland
Tussen 1686 en 1689 diende Köningmarck in het leger van Venetië tijdens de zevende Ottomaans-Venetiaanse oorlog tegen het Ottomaanse Rijk in Griekenland, waar de twee vrouwen meereisden. Hedendaagse bronnen beschrijven hoe ze hun tijd spendeerden met wetenschappelijk onderzoek tijdens hun verblijf en in de ruïnes van de Acropolis in Athene. Ook beschrijven ze hoe de vrouwen converseerden met geleerde Grieken over wetenschap en filosofie. Nadat het Parthenon geraakt was door kanonnen in 1687, vond Anna een Arabisch manuscript in de ruïnes, welke ze schonk aan de universiteit van Uppsala na haar terugkomst in Zweden. Ook schreef ze een beschrijving van haar reizen, verblijf en ontdekkingen in Griekenland.
Na de dood van Kóningmarck in 1688, woonde ze samen met Charlotta in Stade in de Zweedse provincie Bremen in Duitsland. In 1691 werd ze tot de adelstand verheven door koning Karel, en haar naam veranderde van Agriconia naar Åkerhjelm. Ze was niet de eerste vrouw die tot de adelstand verheven was, maar waarschijnlijk wel de eerste vrouw die tot de adelstand verheven werd vanwege haar eigen daden, in plaats van door de daden van een mannelijk familielid. Anna overleed in Stade in Duitsland. Eén bron vermeldt het jaar 1693 als het jaar van haar overlijden, een andere 11 februari 1698.
- KulturNav: 063f7719-c200-4006-90f7-b648aa54a284
- LIBRIS: 251896
- Virtual International Authority File: 29512046